# Villarta de los Montes
Villarta de los Montes là một đô thị ở tỉnh Badajoz, cộng đồng tự trị Extremadura, Tây Ban Nha. Theo điều tra dân số 2010 của Viện thống kê Tây Ban Nha (INE), đô thị này có dân số là 592 người. Diện tích đô thị này là 123,3 ki-lô-mét vuông. Đô thị này nằm ở độ cao 551 m trên mực nước biển.